# Wet Wet Wet
 (août 2018).
Si vous disposez d'ouvrages ou d'articles de référence ou si vous connaissez des sites web de qualité traitant du thème abordé ici, merci de compléter l'article en donnant les références utiles à sa vérifiabilité et en les liant à la section « Notes et références ».
Wet Wet Wet est un groupe de pop écossais.

## Présentation
Graeme Clark, Neil Mitchell, Marti Pellow et Tom Cunningham choisissent ce nom en hommage à une chanson du groupe Scritti Politti. Leur premier single, Wishing I Was Lucky, sorti en 1987, atteint le sommet des classements britanniques. Sweet Little Mystery connaît un succès plus international.
Popped in Souled out, leur premier album, sort alors dans les bacs et se classe directement en deuxième place du Top Ten Album anglais.
Wet Wet Wet sort trois autres albums jusqu'en 1994 : The Memphis Sessions en 1988, Holding Back the River en 1989 et High on the Happy Side en 1991.
Ils participent avec succès, à la bande originale du film Quatre mariages et un enterrement, avec le titre Love Is All Around, qui les replace sur le devant de la scène.
En 1995 sort l'album Picture This.
1997, le groupe sort deux albums : Playing away at home, qui est un enregistrement du concert donné au Royal Albert Hall à Londres et 10 qui est le septième album du groupe.
En mai 1999, Marti Pellow quitte le groupe pour se lancer dans une carrière solo, ce qui a pour conséquence de séparer Wet Wet Wet. Le groupe se reforme en mars 2004. 
En 2004, The We Wet Wet Greatest Hits sort dans les bacs.
En 2017, Pellow quitte à nouveau le groupe. Il est remplacé par Kevin Simm, ancien chanteur de Liberty X et vainqueur de The Voice UK 2016.

## Discographie

### Albums studio
- 1987 - Popped in Souled Out
- 1989 - Holding Back the River
- 1992 - High on the Happy Side
- 1992 - Cloak & Dagger (sous le pseudonyme "Maggie Pie & The Imposters" en édition limitée)
- 1995 - Picture This
- 1997 - 10
- 2007 - Timeless
- 2021 - The Journey

### Compilations et Live
- 1988 - The Memphis Sessions
- 1993 - Live at the Royal Albert Hall (with The Wren Orchestra) (Live enregistré le 3/11/1992)
- 1993 - End of Part One: Their Greatest Hits
- 2004 - The Greatest Hits
- 2009 - Definitive Collection